# Ulrik Yttergård Jenssen
Ulrik Yttergård Jenssen (Tromsø, 17 luglio 1996) è un calciatore norvegese, centrocampista o difensore del Rosenborg.

## Biografia
È il figlio di Truls Jenssen. Inoltre, anche suo fratello Ruben è un calciatore professionista.

## Carriera

### Club
Yttergård Jenssen ha giocato nelle giovanili del Tromsø. Alla fine del 2012, ha firmato un contratto con i francesi dell'Olympique Lione, venendo poi aggregato alla squadra riserve, militante nello Championnat de France amateur. Il 17 agosto 2013 ha giocato la prima partita in squadra, schierato titolare nella vittoria per 4-3 sul Raon-l'Étape.
Il 3 agosto 2016 ha fatto ufficialmente ritorno in Norvegia, venendo presentato come nuovo giocatore del Tromsø: ha firmato un contratto valido per i successivi tre anni e mezzo. Ha esordito in Eliteserien il 5 agosto, subentrando a Christian Landu Landu nella sconfitta casalinga per 1-2 contro l'Aalesund. L'11 settembre ha trovato la prima rete, nel successo per 2-0 sul Sogndal. Ha chiuso la stagione con 13 presenze e una rete, tra campionato e coppa.
Il 22 dicembre 2017 è stato reso noto il suo trasferimento ai danesi del Nordsjælland, che sarebbe stato valido dal mese di gennaio, alla riapertura del calciomercato.
Nel luglio 2021 firma un contratto triennale con il Willem II, salvo poi rescinderlo il 20 giugno 2022.
Il 19 agosto 2022 fa ritorno al Nordsjælland.

### Nazionale
Yttergård Jenssen ha rappresentato la Norvegia a livello Under-15, Under-16, Under-17, Under-18 e Under-19. Il 28 maggio è stato convocato per la prima volta nella Under-21 dal commissario tecnico Leif Gunnar Smerud, in vista della partita valida per le qualificazioni al campionato europeo di categoria del 2017 contro la Bosnia-Erzegovina e per l'amichevole contro l'Austria. Il 13 giugno è stato schierato titolare nella vittoria per 2-0 contro la formazione bosniaca, effettuando così il proprio esordio.
Il 18 maggio 2016 è stato convocato per la prima volta in Nazionale maggiore dal commissario tecnico Per-Mathias Høgmo, in vista delle sfide contro Portogallo, Islanda e Belgio. Non ha giocato in nessuna di queste gare.

## Statistiche

### Presenze e reti nei club
Statistiche aggiornate al 18 marzo 2018.
| Stagione          | Club              | Campionato        | Campionato | Campionato | Coppe nazionali | Coppe nazionali | Coppe nazionali | Coppe continentali | Coppe continentali | Coppe continentali | Supercoppe | Supercoppe | Supercoppe | Totale | Totale |
| Stagione          | Club              | Comp              | Pres       | Reti       | Comp            | Pres            | Reti            | Comp               | Pres               | Reti               | Comp       | Pres       | Reti       | Pres   | Reti   |
| ----------------- | ----------------- | ----------------- | ---------- | ---------- | --------------- | --------------- | --------------- | ------------------ | ------------------ | ------------------ | ---------- | ---------- | ---------- | ------ | ------ |
| 2013-2014         | O. Lione II       | CFA               | 12         | 0          | -               | -               | -               | -                  | -                  | -                  | -          | -          | -          | 12     | 0      |
| 2014-2015         | O. Lione II       | CFA               | 20         | 1          | -               | -               | -               | -                  | -                  | -                  | -          | -          | -          | 20     | 1      |
| 2015-2016         | O. Lione II       | CFA               | 16         | 0          | -               | -               | -               | -                  | -                  | -                  | -          | -          | -          | 16     | 0      |
| Totale O. Lione 2 | Totale O. Lione 2 | Totale O. Lione 2 | 48         | 1          |                 | -               | -               |                    | -                  | -                  |            | -          | -          | 48     | 1      |
| lug.-dic. 2016    | Tromsø            | ES                | 12         | 1          | CN              | 1               | 0               | -                  | -                  | -                  | -          | -          | -          | 13     | 1      |
| 2017              | Tromsø            | ES                | 27         | 1          | CN              | 3               | 0               | -                  | -                  | -                  | -          | -          | -          | 30     | 1      |
| Totale Tromsø     | Totale Tromsø     | Totale Tromsø     | 39         | 2          |                 | 4               | 0               |                    | -                  | -                  |            | -          | -          | 43     | 2      |
| gen.-giu. 2018    | Nordsjælland      | SL                | 7          | 0          | CD              | 0               | 0               | -                  | -                  | -                  | -          | -          | -          | 7      | 0      |
| Totale carriera   | Totale carriera   | Totale carriera   | 94         | 3          |                 | 4               | 0               |                    | -                  | -                  |            | -          | -          | 98     | 3      |